# Hyalurga transita
Hyalurga transita là một loài bướm đêm thuộc phân họ Arctiinae, họ Erebidae.